# X legislatura de las Cortes franquistas

La X legislatura de las Cortes Franquistas de España comenzó el 11 de noviembre de 1971 y finalizó el 30 de junio de 1977. Se inició durante el último periodo franquista y estuvo marcada por la muerte del dictador y el advenimiento de la democracia.
Esta fue la segunda legislatura que se celebró tras la modificación de la Ley de Cortes que había introducido la figura de los procuradores familiares (dos por provincia) elegidos por votación, con un censo electoral restringido a cabezas de familia y mujeres casadas.
Los comicios para elegir estos procuradores se celebraron el 29 de septiembre de 1971. En cinco provincias solo hubo dos candidatos, que tenían asegurado sus puestos en las Cortes. La presidencia durante este periodo correspondió a Alejandro Rodríguez de Valcárcel y Nebreda hasta el 27 de noviembre de 1975 y desde entonces hasta su disolución en junio de 1977 a Torcuato Fernández-Miranda y Hevia, designado por Juan Carlos I.

## Reglamentación
- Reglamento de 15 de noviembre de 1971
- Reglamento de 28 de junio de 1977

## Historia

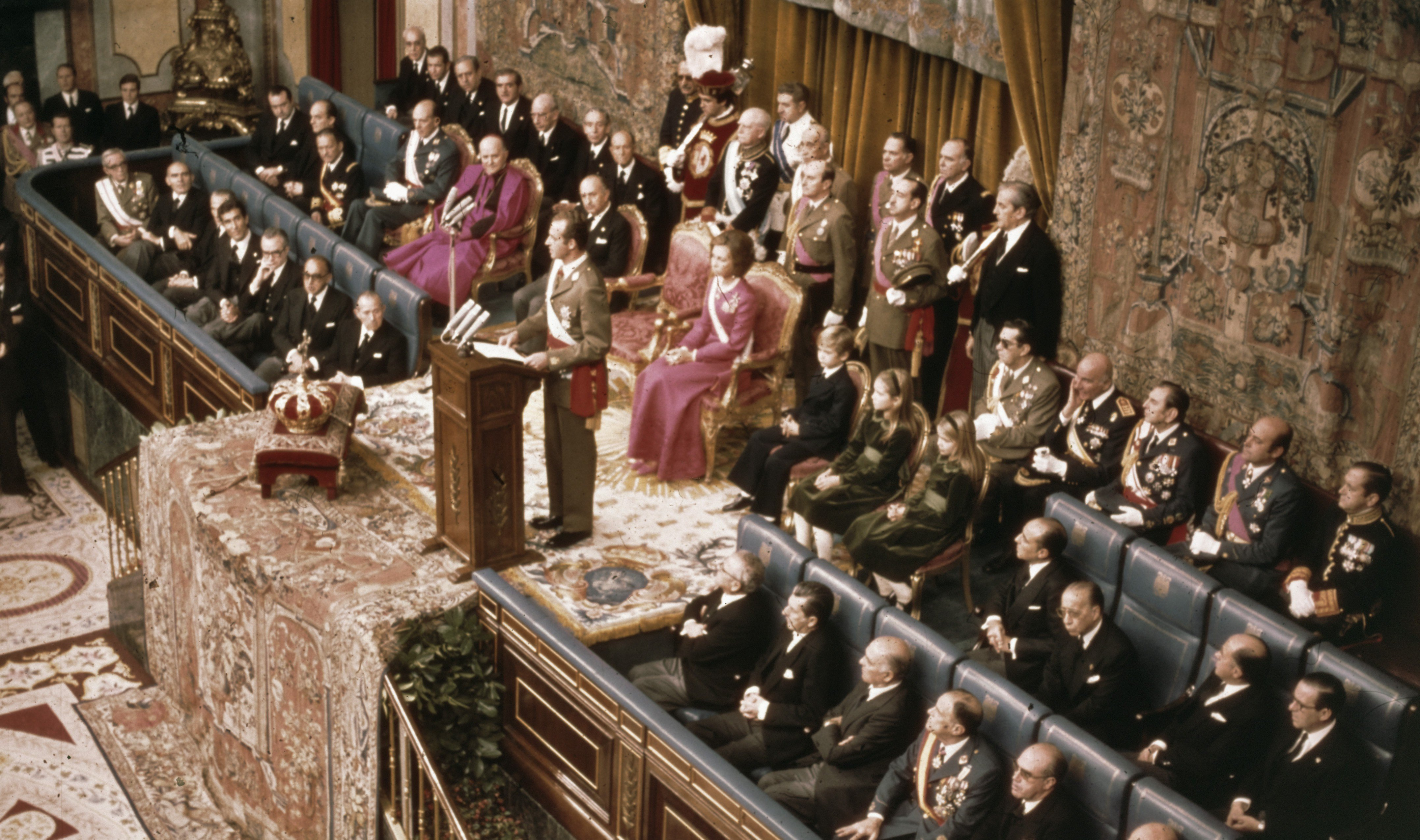
Proclamación del rey Juan Carlos de Borbón en las Cortes, el 22 de noviembre de 1975.

Durante este periodo de legislatura, se produjo el fallecimiento de Franco y la proclamación de Juan Carlos I como rey de España en una ceremonia que se celebró en sede de las Cortes el 22 de noviembre de 1975.
Según lo establecido en la Ley Constitutiva de las Cortes, la legislatura debía tener una duración de cuatro años y por tanto, las Cortes debían renovarse en 1975, pero por Decreto 1823/1975, de 31 de julio, se prorrogó la misma hasta el día quince de marzo de mil novecientos setenta y seis.
El mandato de seis años de Rodríguez de Varcárcel como presidente de las Cortes terminaba el 27 de noviembre de 1975. Tras el fallecimiento del dictador, el 2 de diciembre, el Consejo del Reino, de acuerdo a lo establecido en el artículo séptimo de la Ley de Cortes, presentó al rey una terna con los tres candidatos propuestos para presidente de las Cortes, que contenía a Torcuato Fernández Miranda (14 votos), Licinio de la Fuente (12 votos) y Emilio Lamo de Espinosa (6 votos). Juan Carlos tuvo que maniobrar para que el Consejo incluyera dentro de la terna a Fernández Miranda, que era ya el candidato in pectore del monarca. Fernández Miranda, desde la presidencia de las Cortes y del Consejo del Reino, sería uno de los artífices fundamentales de la reforma política que acabó con la dictadura desde dentro del propio régimen.

### Ley de reforma política
El 18 de noviembre de 1976, las Cortes aprobaron la Ley para la Reforma Política, con el carácter de octava ley fundamental. La votación contó con el apoyo de 425 de los 531 procuradores. Fue sometida posteriormente a referéndum el 15 de diciembre de ese año, con una participación del 77 % del censo y un 94,17 % de votos a favor. Tras la aprobación de la ley, se convocaron elecciones generales para las nuevas cámaras que tuvieron lugar el 15 de junio de 1977. Las Cortes se disolvieron el 30 de junio y la legislatura constituyente de España comenzó el 13 de julio de 1977.